# Ot el bruixot
Ot el bruixot és el personatge més popular de Josep Lluís Martínez i Picañol, Picanyol.

## Història
Va aparèixer per primer cop al número doble 215/216 de Cavall Fort del 1971 i hi ha aparegut ininterrompudament des del número 218. Les seves peripècies han estat recollides en les col·leccions Ot el Bruixot i El Barret de l'Ot, així com en l'especial de 20 anys, tot això de l'Editorial Pirene. S'ha fet una representació amb titelles amb aquest protagonista, i ha estat el personatge dels Otijocs editats per Barcelona Multimèdia, jocs d'ordinador per a la mainada. A partir de la Diada de Sant Jordi del 2009, arran dels 40 anys del personatge, i fins al 2011, Norma Editorial va publicar tres volums recopilatoris amb la intenció de recollir la totalitat de les tires. També se n'han publicat diversos videojocs educatius anomenats Otijocs i contes jocs per aprendre les dites populars catalanes així com contes d'altres contes, bilingües en català i anglès.
El 20 de maig de 2014 Picanyol va anunciar que deixaria de publicar la tira després de 1.500 tires i més de 42 anys.
Al municipi de Moià, d'on és originari en Picanyol, hi ha un monument dedicat a l'Ot. Es tracta d'una escultura de bronze de pàtina verda fosca del personatge de 1,25 metres sobre quatre llibres de pedra artificial de color argilós-almagra.

## Els contes de l'Ot el bruixot
Edicions del Pirata ha publicat diversos llibres de l'Ot el bruixot, Ot el bruixot i les dites dels mesos, per aprendre les dites populars catalanes tot jugant, i una col·lecció de llibres bilingües, català i anglès, que es diu "Col·lecció bilingüe Els contes de l'Ot el bruixot". També l'Editorial La Galera va publicar una col·lecció anomenada "Ot, el bruixot". I Edicions Baula va publicar contes (no acudits) per a nens petits amb l'Ot com a protagonista:

### Títols publicats
- Ot el bruixot i les dites dels mesos
- L'Ot el bruixot i el drac - Ot the wizard and the dragon
- L'Ot el bruixot i la capa màgica - Ot the wizard and the magic cloak
- L'Ot el bruixot i llegeix un conte - Ot the wizard reads a story
- L'Ot el bruixot i la pluja
- L'Ot el bruixot llegeix un conte
- L'Ot el bruixot i el drac
- L'Ot el bruixot fa una broma
- L'Ot el bruixot i el borinot
- 100 tires d'Ot, el bruixot
- Tires còmiques d'Ot el bruixot 1
- Tires còmiques d'Ot el bruixot 2
- Tires còmiques d'Ot el bruixot 3

## Personatges
El protagonista principal és l'Ot, un bruixot vestit de negre o verd que amb la seva màgia arregla situacions en poques vinyetes (d'1 a 5). Tan aviat el que fa és ajudar al proïsme com gastar bromes a altra gent (amb freqüència als rics forts i poderosos). Són acudits muts en què el text només apareix quan és llegible pels mateixos personatges del còmic i en les constants onomatopeies, entre les quals hi ha les fruit dels seus encanteris. Malgrat anar vestit a l'antiga, hi apareixen moltes referències als temps moderns que no han de considerar-se anacronismes si es té en compte que l'Ot té el poder de viatjar en el temps.
Altres personatges recurrents són:
- El mussol: normalment només és un observador, però sovint li toca el rebre.
- L'esposa Berta: egocèntrica i colèrica, sempre té exigències i a la mínima es posa a perseguir l'Ot fent servir una escombra a tall de garrot. Ella no té poders.
- El policia: sovint persegueix l'Ot per les seves malifetes, però sense aconseguir atrapar-lo.
- El lladre: sempre està intentant robar o atracar algú, però l'Ot o fins i tot la Berta sempre està allí per aturar-lo.
- El nàufrag: sempre està en una illa esperant alguna cosa, i quan l'Ot passa per allí li dona el que espera.